# Julius Lindskog Andersson
Julius Lindskog Andersson, född 21 juli 1994 i Ystad, är en svensk handbollsspelare (mittnia). Han är son till handbollstränaren och tidigare spelaren Robert "Knirr" Andersson.

## Klubbar
- IFK Ystad (–2014)
- H43 Lund (2014–2015)
- FyllingenBergen (2015–2017)
- HG Saarlouis (2017–2018)
- TuS Ferndorf (2018–2020)
- VfL Lübeck-Schwartau (2020–2021)
- Ystads IF (2021–)

## Meriter
- SM-guld 2022 med Ystads IF
- Svensk cupmästare 2024 med Ystads IF